# Hurel-Dubois HD-32
Les Hurel-Dubois sont une famille d'avions qui ont en commun une aile haute à très grand allongement (aéronautique). Après le HD-10, prototype monomoteur monoplace seront étudiés les bimoteurs HD-31, HD-32, HD-321 et HD-34.
Le HD-32 est une évolution du prototype HD-31, il en sera construit deux exemplaires.

## Histoire
Maurice Hurel réalise à la demande de la compagnie Air France, de l'Armée de l'air et de l'aéronavale cette nouvelle version du HD-31 avec un empennage plus classique et des performances améliorées. Son train d'atterrissage est caréné, et ses hublots sont carrés. Sa motorisation change. Il est équipé de deux moteurs en étoile Pratt & Whitney R 1830-3 développant 1200 chevaux qui entraînent des hélices tripales.
Le premier prototype reconnaissable à son empennage bi-dérive fait son premier vol le 29 décembre 1953 piloté par André Moynet. Maurice Hurel occupe le poste de copilote, Édouard Vidal est ingénieur d'essai, Pierre Beuvin est le radio et André Bouthonnet le mécanicien navigant.
Puis l'avion passe dans les mains des pilotes du Centre d'essais en vol de Brétigny-sur-Orge.
Le deuxième prototype sera muni d'une simple dérive de grande taille et de deux plus petites en croix vers l'extrémité de la profondeur et fera son premier vol le 11 novembre 1954 avec le même équipage. Après les tests constructeur il est envoyé au CEV le 15 novembre.
Les deux exemplaires construit seront testés durant deux ans par l'Armée de l'air avant d'être affectés au CEV où ils termineront leur carrière comme avions de liaison et de servitude. Ils y recevront le surnom de « coupe-papier ».
Le 02 est transformé en HD-321. Il s'écrasera dans la baie de Rio le 30 octobre 1956.
Le 26 novembre 1954, Air France annonce une commande de 23 HD 32 dans une nouvelle version HD-321 pour le service postal mais la commande est annulée.

## Essais en vol
Le HD-32 01 bi-dérive présentait encore beaucoup des défauts qui avaient affecté le HD-31. Perturbation de l'écoulement sur les ailes par les moteurs et grosses variations de pente lors de la sortie des volets de courbure.
Le HD-32 02 mono dérive (ou plutôt tri dérive vu la présence de petites dérives en bout de profondeur) reçoit une aile avec un dièdre porté à 4°30' et de nouveau capots moteurs. Dans cette configuration les problèmes sont réglés. Le décollage au poids de 16,7 tonnes ne demande que 400 m et le passage des 15 m est obtenu en 600 m.

## Articles liés
- Hurel-Dubois HD-10, prototype monomoteur monoplace,
- Hurel-Dubois HD-31,
- Hurel-Dubois HD-321,
- Hurel-Dubois HD-34.